# Enric Marco
Enric Marco Batlle (Barcellona, 12 aprile 1921 – 21 maggio 2022) è stato un sindacalista spagnolo.

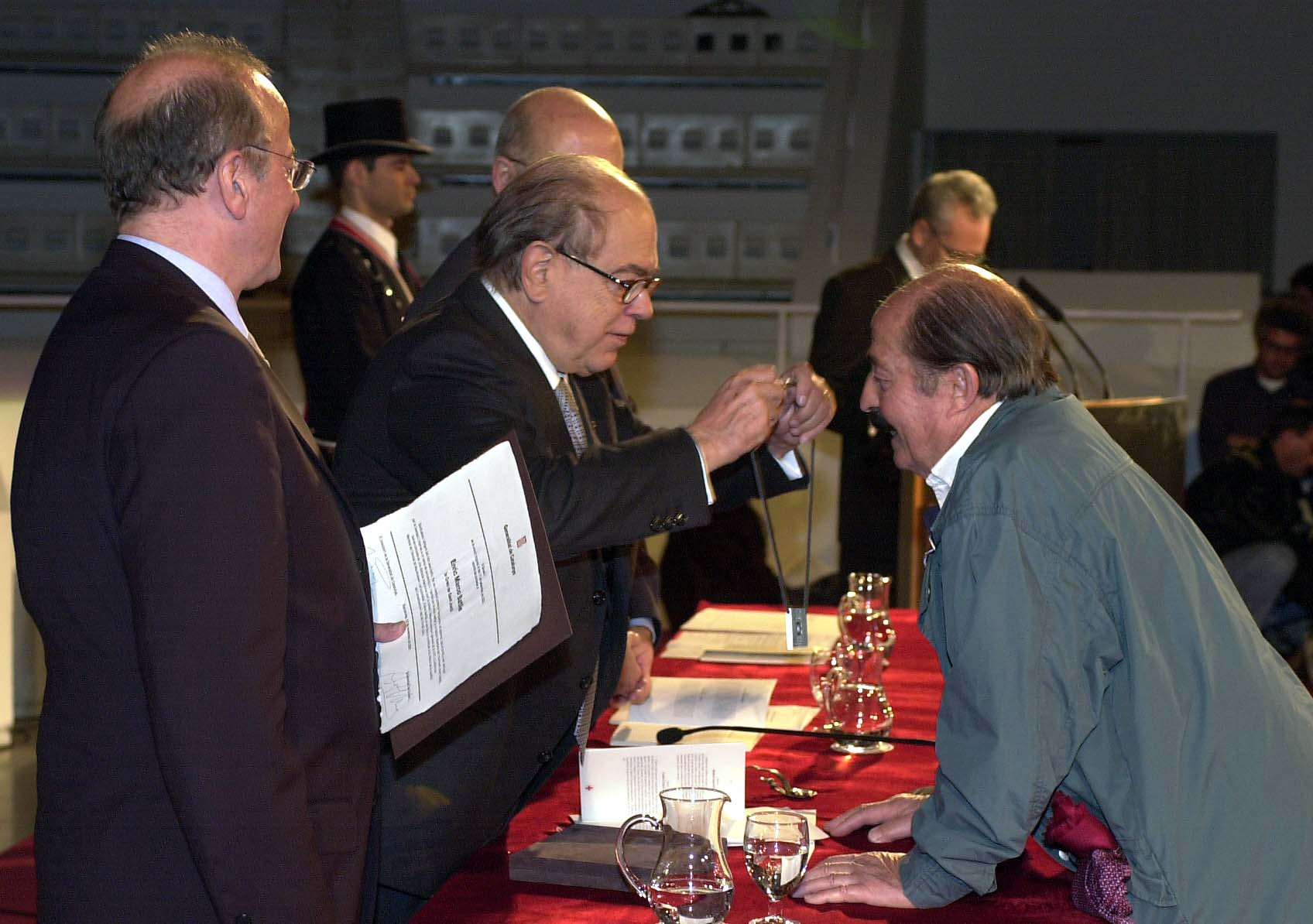
Enric Marco, a destra, riceve la Croce di San Giorgio anni prima della scoperta del suo inganno.

È stato segretario generale della Confederación Nacional del Trabajo (CNT) e presidente dell'associazione Amicale de Mauthausen spagnola. Divenne famoso a livello internazionale nel 2005, quando si scoprì che aveva falsificato alcuni dati della sua biografia per presentarsi come un sopravvissuto ai campi di concentramento nazisti durante la Seconda Guerra Mondiale.

## Biografia
Enric Marco Batlle iniziò ad essere conosciuto nel periodo della  Transizione spagnola come sindacalista. Successivamente, si focalizzò su attività di carattere educativo (come dirigente di associazioni di genitori di studenti). Nel 2000 iniziò la sua attività come sopravvissuto ai campi di concentramento del Terzo Reich.

### Il sobillatore
L'attività pubblica conosciuta di Marco iniziò durante la Transizione, quando si faceva chiamare Enrique Marcos. Sotto questo nome militò per un certo periodo nella CNT, riuscendo a diventare segretario generale della sua ala catalana nel 1977 e segretario generale della CNT dall'aprile 1978 fino al V congresso del dicembre 1979. La CNT aveva avuto una grande importanza politica sin dalla fine della Guerra Civile Spagnola, e dopo la morte di Francisco Franco c'erano state molte aspettative riguardo alla riaffermazione del movimento, grazie alla militanza di sostenitori avversi al franchismo e sopravvissuti ad esso, però la riaffermazione di tale movimento dovette scontrarsi con l'opposizione di gruppi molto differenti.
Marco non risultò rieletto al V congresso e si allineò a coloro i quali contestavano i risultati di tale congresso. Per la sua attività in relazione a tale protesta, Marco fu espulso dalla CNT nell'aprile del 1980. Nel 1984, il sindacalista Juan Gómez Casas, riflettendo sul periodo durante il quale Marco aveva svolto quegli incarichi, affermò che si sapesse poco o nulla sul passato di Marco.
Enric Marco, dopo aver occupato ruoli di responsabilità nella CNT, sviluppò un'intensa attività nel movimento associativo dei genitori degli studenti. Nel 1998 fu vicepresidente della FAPAC (Federazione di Associazioni di Genitori di Alunni della Catalogna) di Barcellona.

### Una presunta vittima del Nazismo
Sebbene le sue affermazioni riguardo ad una presunta carcerazione nei campi di concentramento nazisti risalissero almeno al 1976, fu solo a partire dall'anno 2000 che Marco si avvicinò alle associazioni che riunivano gli spagnoli vittime della deportazione in suddetti campi. Quando Marco iniziò tale attività, rimanevano in vita solo pochi sopravvissuti spagnoli alla barbarie nazista (e solo a Flossenbürg, dove Marco sosteneva di esser stato rinchiuso, erano 14 gli spagnoli che erano già morti), per cui nel giro di pochi mesi Marco divenne segretario ed in seguito presidente dell'Associazione Amicale di Mauthausen ed altri campi, con sede a Barcellona, la quale riuniva gli spagnoli che erano stati prigionieri della Germania nazista nei suoi campi di prigionia durante la Seconda Guerra Mondiale.
In quel periodo Marco dichiarò di essere stato esiliato in Francia durante la Seconda Guerra Mondiale e che da lì fu deportato nel campo nazista di Flossenbürg, in Baviera, per aver collaborato con la resistenza francese. Marco fece molti discorsi, principalmente in centri educativi, riguardo alla sua presunta esperienza come sopravvissuto ai campi nazisti.
Partecipò a vari programmi televisivi presentando una sua testimonianza sulla sua partecipazione alla Guerra Civile spagnola, all'esilio repubblicano, alla resistenza antinazista in Francia, alla Seconda Guerra Mondiale e riguardo al periodo nei campi di concentramento nazisti. Arrivò perfino a rappresentare le vittime spagnole di quei campi in alcune commemorazioni.
Oltre che come "testimone dei campi di concentramento", Marco si definiva storico e si sapeva che aveva studiato storia all'Università di Barcellona.
All'inizio del 2005 Marco prese la parola al Parlamento spagnolo in occasione della commemorazione delle vittime dell'Olocausto e dei crimini contro l'umanità, pronunciando un discorso molto emozionante e drammatico. Inoltre, avrebbe dovuto prender parte alla commemorazione della liberazione del campo di concentramento di Mauthausen-Gusen, in Austria, nel maggio di quell'anno. Marco avrebbe dovuto parlare dinanzi a rappresentanti di ex-deportati di tutta Europa ed in presenza del capo di governo spagnolo, José Luis Rodríguez Zapatero, e del cancelliere austriaco. La scoperta del suo inganno però, portò alla sua esclusione dalle celebrazioni.

### Scoperta dell'inganno
Nell'aprile del 2005 un articolo dello storico Benito Bermejo stabilì che i racconti di Marco erano estremamente inconsistenti e dimostrò che Marco non era mai stato un esiliato repubblicano in Francia, ma che alla fine della guerra civile spagnola con la vittoria del franchismo, Marco era rimasto in Spagna. Era certo che Marco fosse stato nella Germania nazista, però come lavoratore volontario al servizio dell'industria bellica tedesca (ciò era possibile in virtù dell'accordo tra Franco e Hitler dell'agosto 1941 per fornire manodopera spagnola alla Germania) e non era mai stato arrestato per la sua attività a favore della resistenza anti-nazista in Francia, come lui aveva invece sostenuto.
Effettivamente, Marco compariva in un documento del Ministero degli Affari Esteri spagnolo come lavoratore nell'industria della guerra della Germania nazista, assunto insieme ad altre centinaia di spagnoli dall'impresa Deutsche Werke Werft di Kiel. In questa città Marco fu accusato nel 1943 di fare propaganda di orientamento comunista presso i suoi compatrioti, ragion per cui la Gestapo lo arrestò, però dopo appena tre settimane di prigione fu processato, assolto e rimandato in Spagna, dove rimase a lavorare per il resto della guerra. Pertanto, Bermejo concluse che Marco non era mai stato in un campo di concentramento e che non era mai stato un attivista antifascista, e quindi le sue dichiarazioni in materia erano da considerare false.
La vicenda ebbe rilevanti conseguenze quando, appena 48 ore prima della commemorazione di Mauthausen (prevista per l'8 maggio 2005), Marco, che aveva viaggiato fino all'Austria per parteciparvi, fu obbligato a rinunciare e tornò precipitosamente in Spagna.
La vicenda fu resa nota attraverso i mezzi di comunicazione per la prima volta il 10 maggio 2005, quando Marco convocò una conferenza stampa in cui riconobbe apertamente che i racconti sulla sua presunta deportazione non erano veri. Altresì, si vide costretto a dimettersi dalla presidenza (assunta tre anni prima) dell'Associazione Amicale di Mauthausen. Di fronte all'ondata di indignazione che si sollevò contro Marco, fu presa in considerazione la possibilità di togliergli la Croce di san Giorgio, la massima onorificenza civile della Catalogna; però Marco la restituì autonomamente e il governo catalano accettò la riconsegna.

### L'epilogo
Dopo il 2005, dopo aver riconosciuto la falsità dei suoi racconti come spagnolo deportato, Marco non si è nascosto ai media e le sue apparizioni televisive non sono state poche. Sebbene abbia riconosciuto che probabilmente fosse stato un errore presentarsi come la vittima che mai fu, Marco ha insistito nell'affermare che le sue intenzioni erano buone e che egli fece ciò che fece solo per essere più efficace nel momento in cui doveva trasmettere gli insegnamenti che voleva diffondere: "Ho mentito perché mi ascoltavano di più e così il mio lavoro divulgativo era più efficace". Marco affermò inoltre di aver conosciuto anch'egli forme di repressione e che "nessuno può dire se la mia sofferenza sia stata inferiore a quella dei deportati".
Nel 2009 fu protagonista del documentario Ich bin Enric Marco, diretto da Santi Fillol e Lucas Vermal, che si concentra sulla sua visita al campo di concentramento di Flossenbürg e ai luoghi della Germania in cui andò veramente in qualità di operaio.
La vicenda di Marco è stata ricostruita dello scrittore Javier Cercas nel saggio L'impostore del 2014.
Marco inoltre continuò a sostenere di essere stato un attivista del movimento per la libertà contro Franco e di essere rimasto in clandestinità dal suo ritorno in Spagna sino alla fine del franchismo. Ma ad oggi il suo presunto passato di militante antifranchista è ormai ritenuto inaffidabile, dopo la rivelazione che egli fu un lavoratore volontario presso la Germania nazista.